# Bejucal de Ocampo
Bejucal de Ocampo est une municipalité du Chiapas, au Mexique. Elle couvre une superficie de 82 km2 et compte 7 494 habitants en 2015.